# Ахим фон Арним
Карл Йоахим Фридрих Лудвиг Ахим фон Арним (на немски: Carl Joachim Friedrich Ludwig Achim von Arnim) е германски писател, поет и публицист, един от най-значимите романтици от хайделбергската школа редом с Йозеф фон Гьорес и Клеменс Брентано (за чиято сестра, Бетина Брентано, е женен).
Ахим фон Арним публикува трагедии, новели, разкази, романи, стихотворения и статии във вестници.

## Биография и творчество
Ахим фон Арним се запознава с Клеменс Брентано през 1801 г., по време на следването им в Гьотинген. С три години по-възрастния му приятел, който междувременно е започнал да пише романа си „Годви“, го свързва любовта към поезията и пътешествията. По време на едно образователно пътуване през Европа, Арним среща всички значителни представители на Йенския ранен романтизъм и се запознава със своята бъдеща съпруга Бетина фон Брентано. През 1808 г. се премества в Хайделберг. Първите стъпки на Арним в литературата са сравнително по-плахи и неуверени в сравнение с тези на Брентано и другите млади романтици.
Творчеството му, белязано от унаследен нравствено-устойчив консерватизъм, е свързано с романтични идеали за същността на живота и света. Като типичен представител на новаторската и революционна линия на това течение в немската литература, Арним е пламенен защитник на идеята за духовна и политическа регенерация. Той ратува за обновление на немския национален дух и за възкресяване на историческото минало. Освен като поет, също и с перото на критик, и реформатор на обществото, Арним оставя незаличима диря в литературната история. И в неговите, както в творбите на всички писатели-романтици намира цялостен израз стремежът към разширяване сферата на художественото слово, към освобождаване полета на фантазията. По този път е зачената идеята за сливане на природата и човека, за постигане на единство и хармония, обещаващи духовно съвършенство. Цялото му творчество изразява и доказва любовта на автора към отечеството.
Ахим фон Арним се изявява успешно предимно в прозаическите жанрове. Арним е имал умението да разказва увлекателно. Съществена черта на белетристичния му почерк е и фактът, че фон Арним проявява предпочитание към необикновени, „романтически“ сюжети. Историческият роман „Пазителят на короната“ още приживе е бил оценяван като най-голямото творческо завоевание на Арним. Повишеният интерес на романтиците към средновековната старина и националното минало неизбежно води до утвърждаването на историческия роман като един от емблематичните жанрове на епохата.

## Творби

### Романи
- Hollin's Liebeleben. 1802
- Ariel's Offenbarungen. 1804
- Armut, Reichtum, Schuld und Buße der Gräfin Dolores. 1810
- Die Kronenwächter. Band 1: Bertholds erstes und zweites Leben. 1817 (Band 2 wird als Fragment 1854 aus dem Nachlass von Ehefrau Bettina bearbeitet herausgegeben.)

### Разкази и новели
- Aloys und Rose. 1803
- Erzählungen von Schauspielen. 1803
- Der Wintergarten. Sammlung in 2 Bänden. 1809
- Isabella von Ägypten. Kaiser Karl des Fünften erste Jugendliebe. 1812
- Melück Maria Blainville. 1812
- Die drei liebreichen Schwestern und der glückliche Färber. 1812
- Die Einquartierung im Pfarrhause. Eine Erzählung aus dem letzten Kriege. 1817
- Frau von Saverne. 1817
- Die Weihnachts-Ausstellung. 1817
- Der tolle Invalide auf dem Fort Ratonneau. 1818
- Seltsames Begegnen und Wiedersehen. 1818
- Die zerbrochene Postkutsche. 1818
- Juvenis. 1818
- Angelica, die Genueserin, und Cosmus, der Seilspringer.1818
- Fürst Ganzgott und Sänger Halbgott. 1818
- Die Majoratsherren. 1820
- Owen Tudor. 1820
- Die Kirchenordnung. 1822
- Raphael und seine Nachbarinnen. 1824
- Die Verkleidungen des französischen Hofmeisters und seines deutschen Zöglings. 1824
- Landhausleben.  Sammlung. 1826

### Драматургия
- Halle und Jerusalem. Studentenspiel und Pilgerabenteuer. 1811
- Schaubühne. Sammlung. 1813
- Die Gleichen. 1819
- Die Päpstin Johanna. 1846

### Поезия
- Des Knaben Wunderhorn. Volksliedersammlung in 3 Bänden. Mit Clemens Brentano. 1805, 1806 und 1808
- Kriegslieder. 1806
- Gedichte. 1856, 1976

### Други
- Von Volksliedern. 1805
- Tröst Einsamkeit. Buchausgabe der von Arnim herausgegebenen Zeitung für Einsiedler. 1808
- Christopher Marlowe: Die tragische Historie vom Doktor Faustus. Übersetzung und Vorwort von Arnim. 1818
- Aufsätze und Erinnerungen eines Reisenden. 1829